# Lorenzo
Lorenzo é uma cidade localizada no estado norte-americano de Texas, no Condado de Crosby.

## Demografia
Segundo o censo norte-americano de 2000, a sua população era de 1372 habitantes.
Em 2006, foi estimada uma população de 1256, um decréscimo de 116 (-8.5%).

## Geografia
De acordo com o United States Census Bureau tem uma área de
2,7 km², dos quais 2,7 km² cobertos por terra e 0,0 km² cobertos por água. Lorenzo localiza-se a aproximadamente 965 m acima do nível do mar.

## Localidades na vizinhança
O diagrama seguinte representa as localidades num raio de 24 km ao redor de Lorenzo.